# Carl Milles
Pour les articles homonymes, voir Milles.
Carl Milles, né le 23 juin 1875 à Lagga, Comté d'Uppsala, mort le 19 septembre 1955 à Lidingö, Stockholm, est un sculpteur suédois.

## Biographie
Carl Milles est le fils du lieutenant Emil Mille Andersson et de Walborg Tisell. Il a une sœur, Ruth Milles (1873-1941), également sculptrice. il épouse Olga Milles en 1905.
En 1897, il fait une halte qu'il pensait temporaire à Paris, en route pour le Chili, où il devait diriger une école de gymnastique. Il reste cependant à Paris, où il étudie l'art, travaille dans l'atelier d'Auguste Rodin et acquiert peu à peu une reconnaissance en tant que sculpteur. En 1904, il s'installe à Munich avec Olga.
Deux ans plus tard, ils s'installent en Suède et achètent une propriété sur la falaise de Herserud, à Lidingö, une grande île près de Stockholm. Millesgården y a été construit entre 1906 et 1908 pour servir de résidence privée et d'espace de travail au sculpteur. Il a été transformé en fondation et donné au peuple suédois en 1936.
En 1931, l'éditeur américain George Gough Booth fait venir Milles à la Cranbrook Educational Community, à Bloomfield Hills, dans le Michigan, en tant que sculpteur en résidence. Une partie de l'accord conclu par Booth avec ses artistes principaux était qu'ils devaient créer des commandes importantes en dehors de l'environnement de Cranbrook.
En 1938, pour le 300e anniversaire de la fondation de la Nouvelle Suède, le pays a commandé à Milles une sculpture représentant une réplique du Kalmar Nyckel, le navire qui a amené les colons suédois en Amérique. La sculpture se trouve à Fort Christina, à Wilmington, dans le Delaware, près du lieu où les colons sont arrivés en 1638.
En Amérique, il est surtout connu pour ses fontaines. Le groupe de fontaines de Milles The Wedding of the Waters à St. Louis symbolise la fusion des fleuves Missouri et Mississippi juste en amont. Commandée en 1936 et inaugurée en mai 1940 devant une foule d'environ 3 000 personnes, la fontaine a provoqué un tollé local en raison de ses personnages ludiques, irrévérencieux, nus et presque caricaturaux, et parce que Milles avait conçu le groupe comme une fête de mariage. Les autorités locales ont insisté pour que le nom soit changé en The Meeting of the Waters (La rencontre des eaux).
À l'extérieur du Frank Murphy Hall of Justice de Détroit se trouve une statue de Carl Milles, The Hand of God, qui a été sculptée en l'honneur de Frank Murphy, maire de Détroit, gouverneur du Michigan et juge associé à la Cour suprême des États-Unis. La statue a été placée sur un piédestal avec l'aide du sculpteur Marshall Fredericks. La statue a été commandée par l'United Automobile Workers et financée par des dons individuels de membres de l'UAW. Le Global Award for Entrepreneurship Research, un prix annuel récompensant la recherche sur l'esprit d'entreprise, consiste en une réplique de la Main de Dieu et un prix de 100 000 euros. Les sculptures de Milles ont parfois heurté la sensibilité américaine, et il avait un fabricant de "feuilles de vigne" à son service.
Des photographies de ses sculptures, prises pour une monographie sur Milles, sont aujourd'hui conservées dans la Carl Milles Photograph Collection, c. 1938-1939, dans les Ryerson & Burnham Libraries de l'Art Institute of Chicago.
Milles et sa femme retournent en Suède en 1951 et vivent à Millesgården tous les étés jusqu'à la mort de Milles en 1955. Ils passaient l'hiver à Rome, où l'American Academy leur avait fourni un studio. Milles et sa femme Olga, décédée en 1967 à Graz, en Autriche, sont enterrés dans une petite chapelle en pierre, conçue par Milles, à Millesgården. La loi suédoise exigeant que l'enterrement ait lieu sur une terre sacrée, il a fallu l'aide du roi Gustave VI Adolphe pour que ce lieu de repos soit autorisé.
Carl Milles est l'auteur de la statue de Poséidon à Göteborg, de la statue de Gustav Vasa au musée nordique et du groupe Orphée à l'extérieur de la maison des concerts de Stockholm.

## Collections publiques
- Musée d'Orsay à Paris
  - Fillette au chat, bronze
  - Mendiante, bronze

## Galerie

Œuvres de Carl Milles
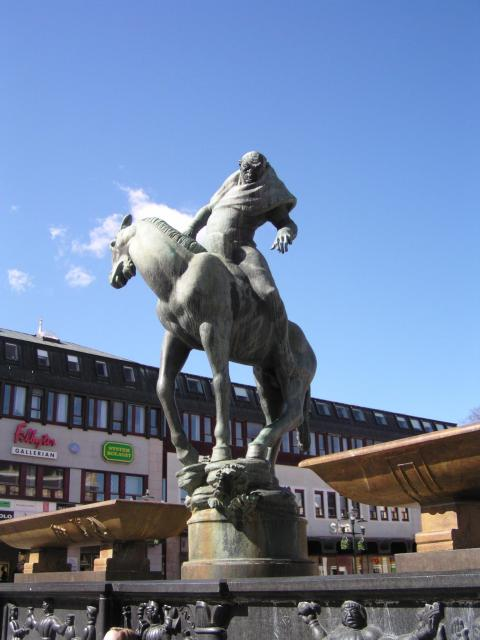
Folke Filbyter, Linköping
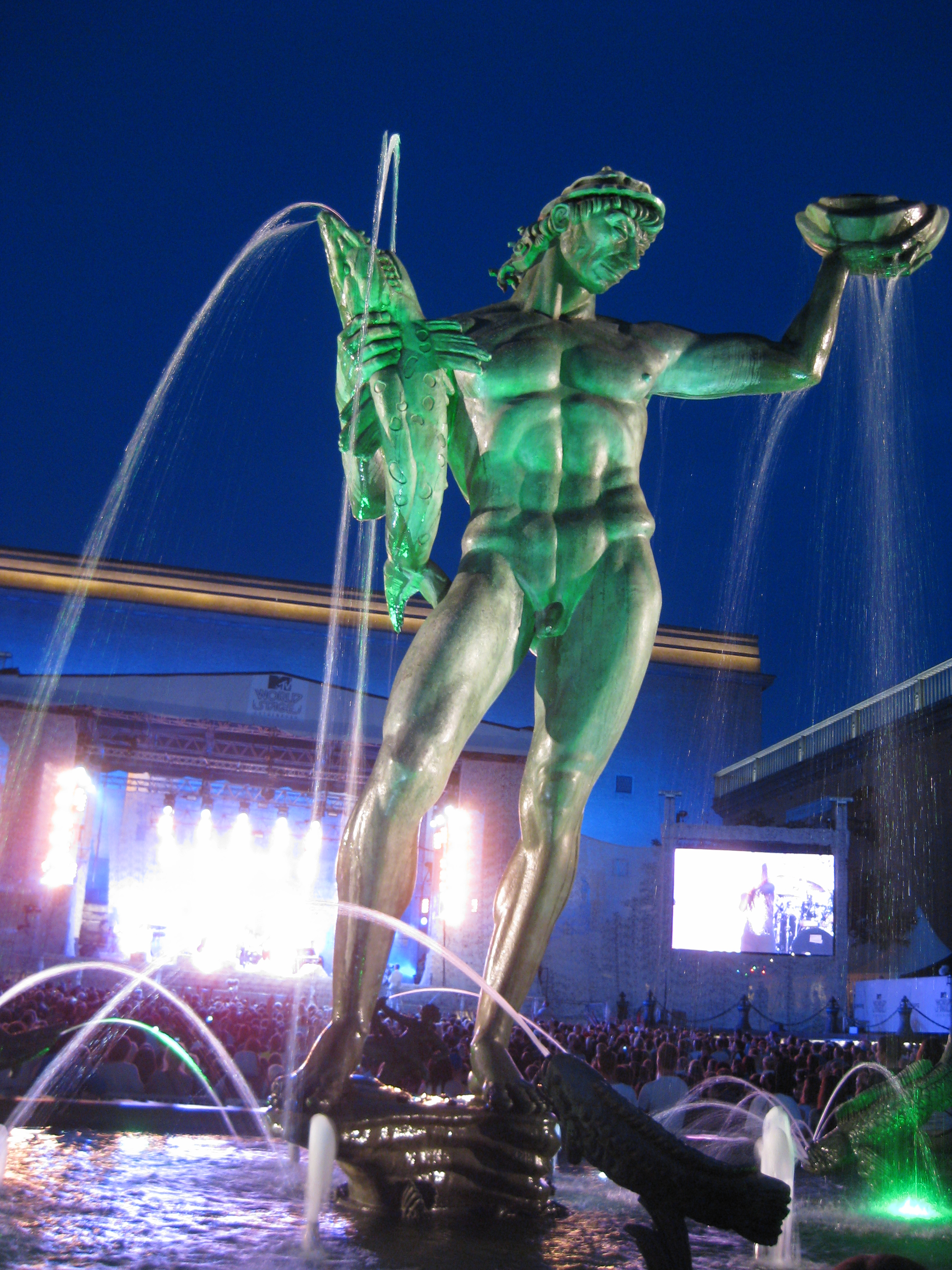
Poseidon, Göteborg
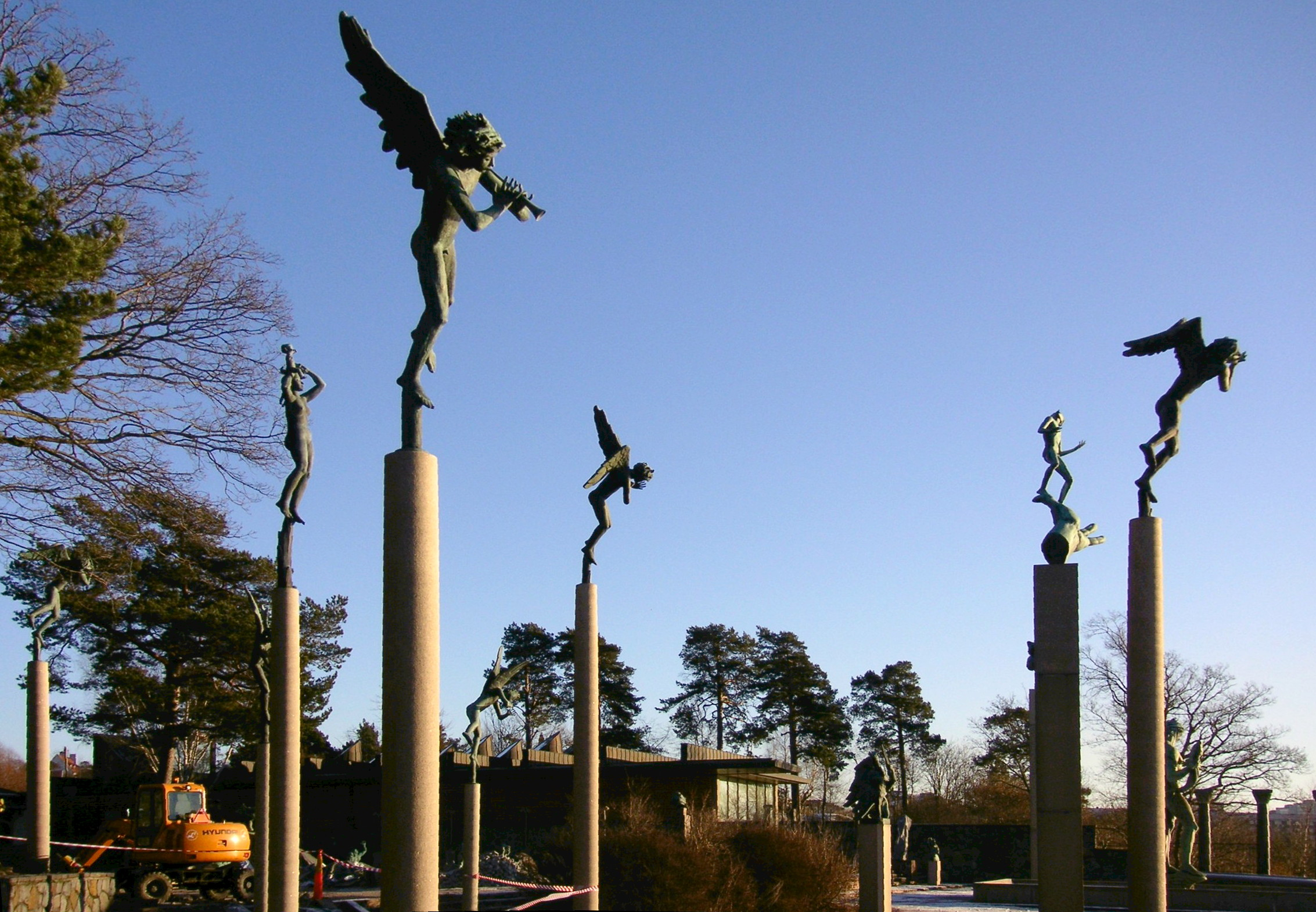
Millesgården, Stockholm
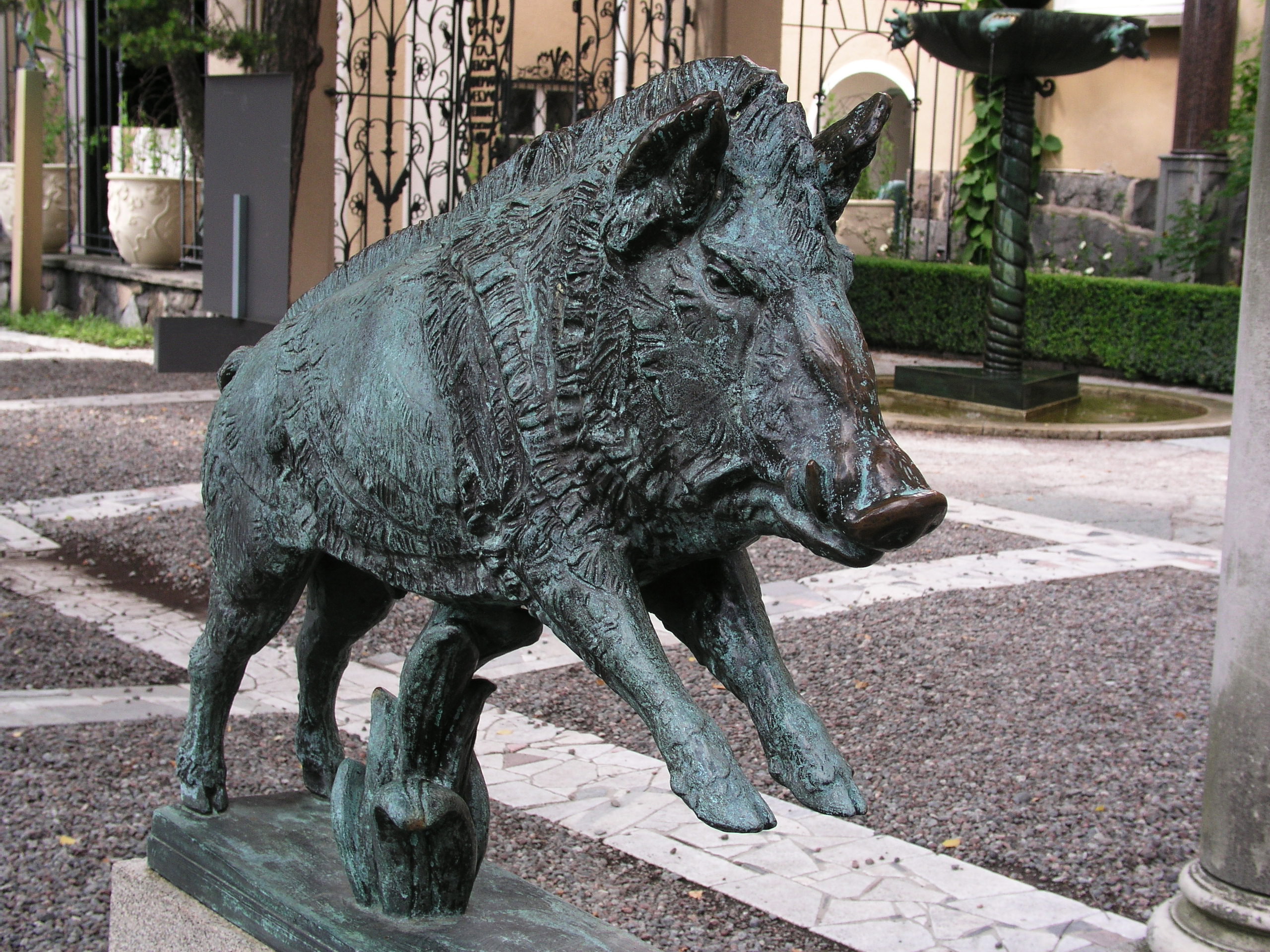
Millesgården, Stockholm
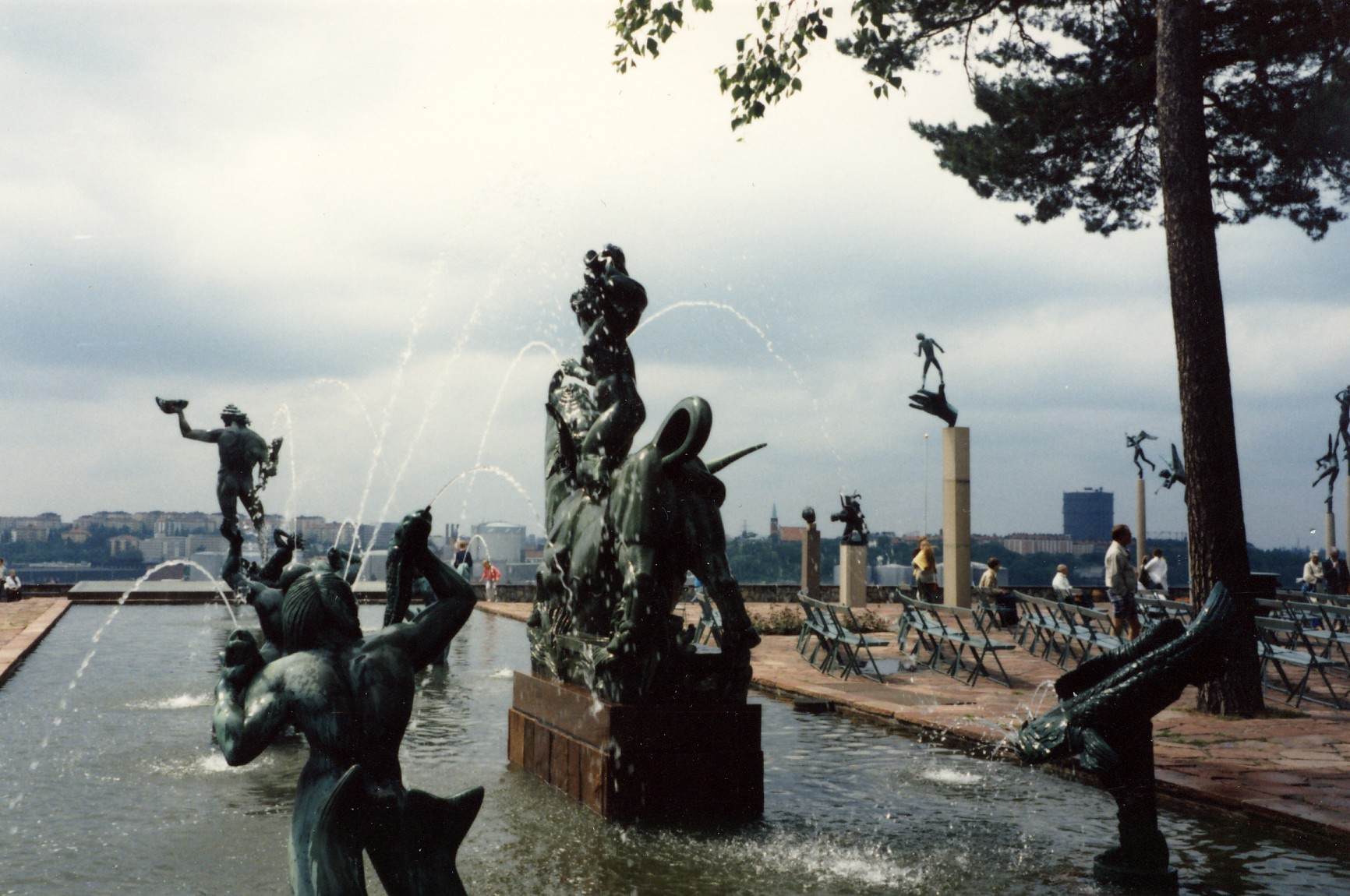
Millesgården, Stockholm
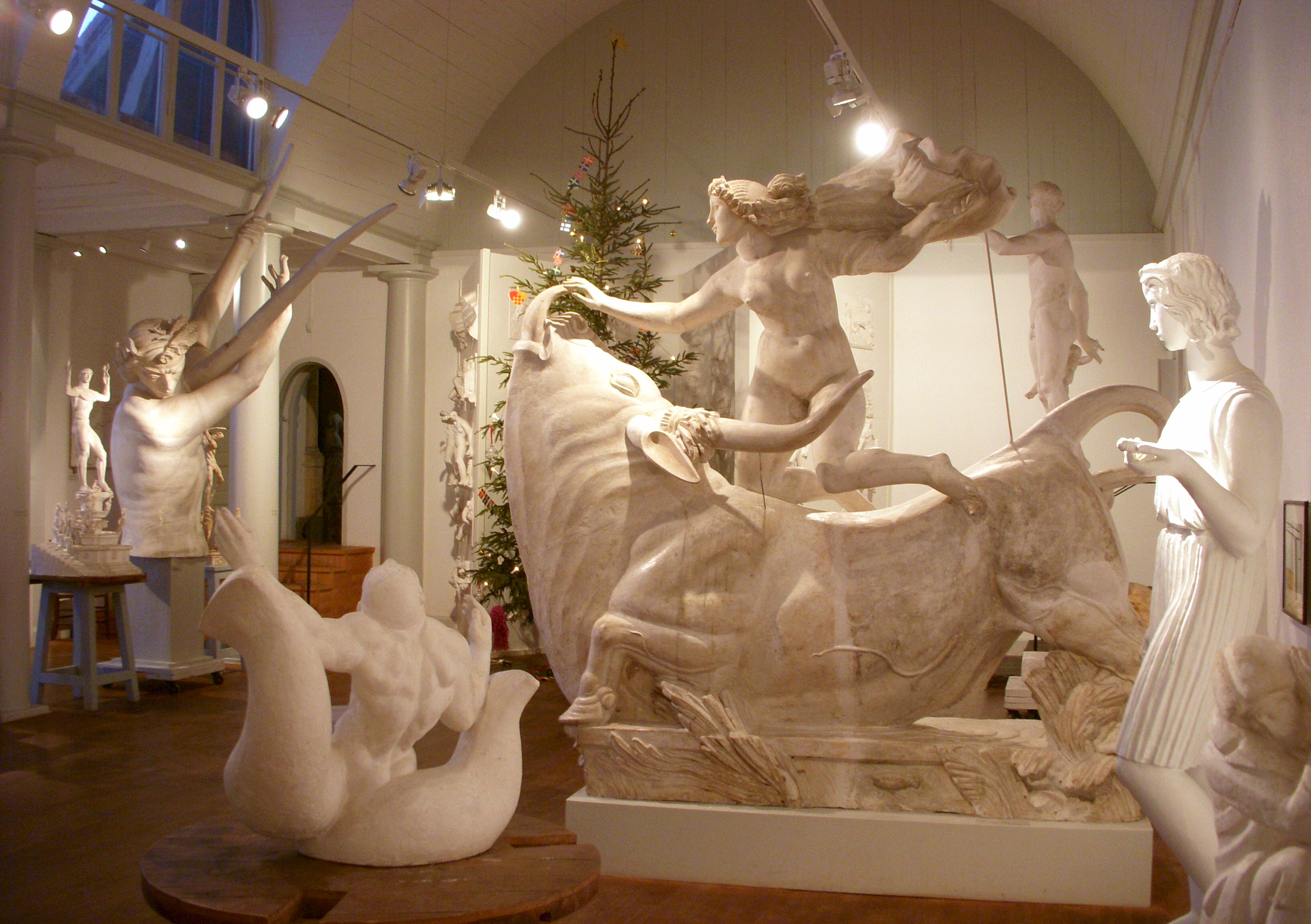
Europa, Millesgården, Stockholm
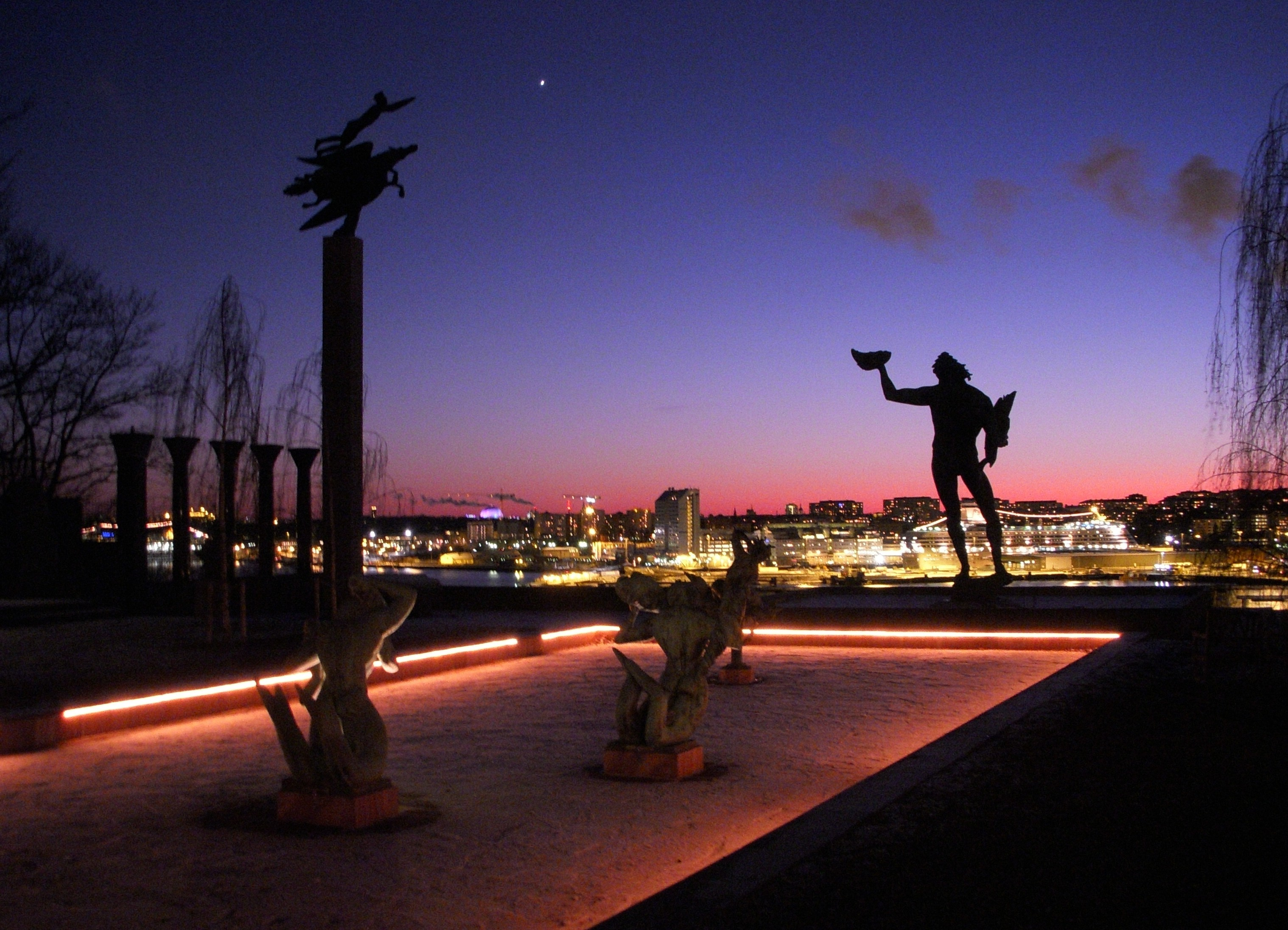
Millesgården, Stockholm
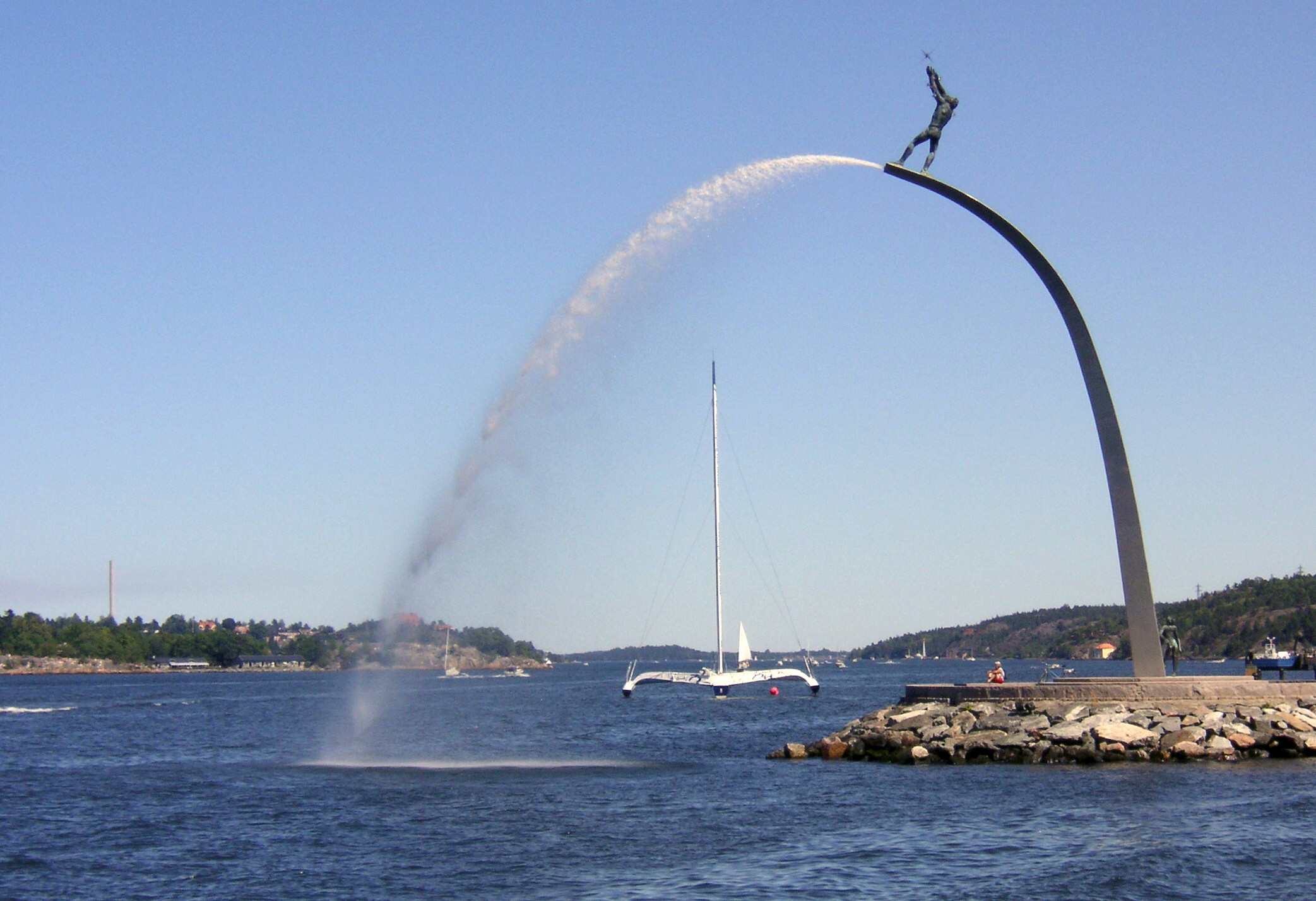
Dieu, Nacka Strand
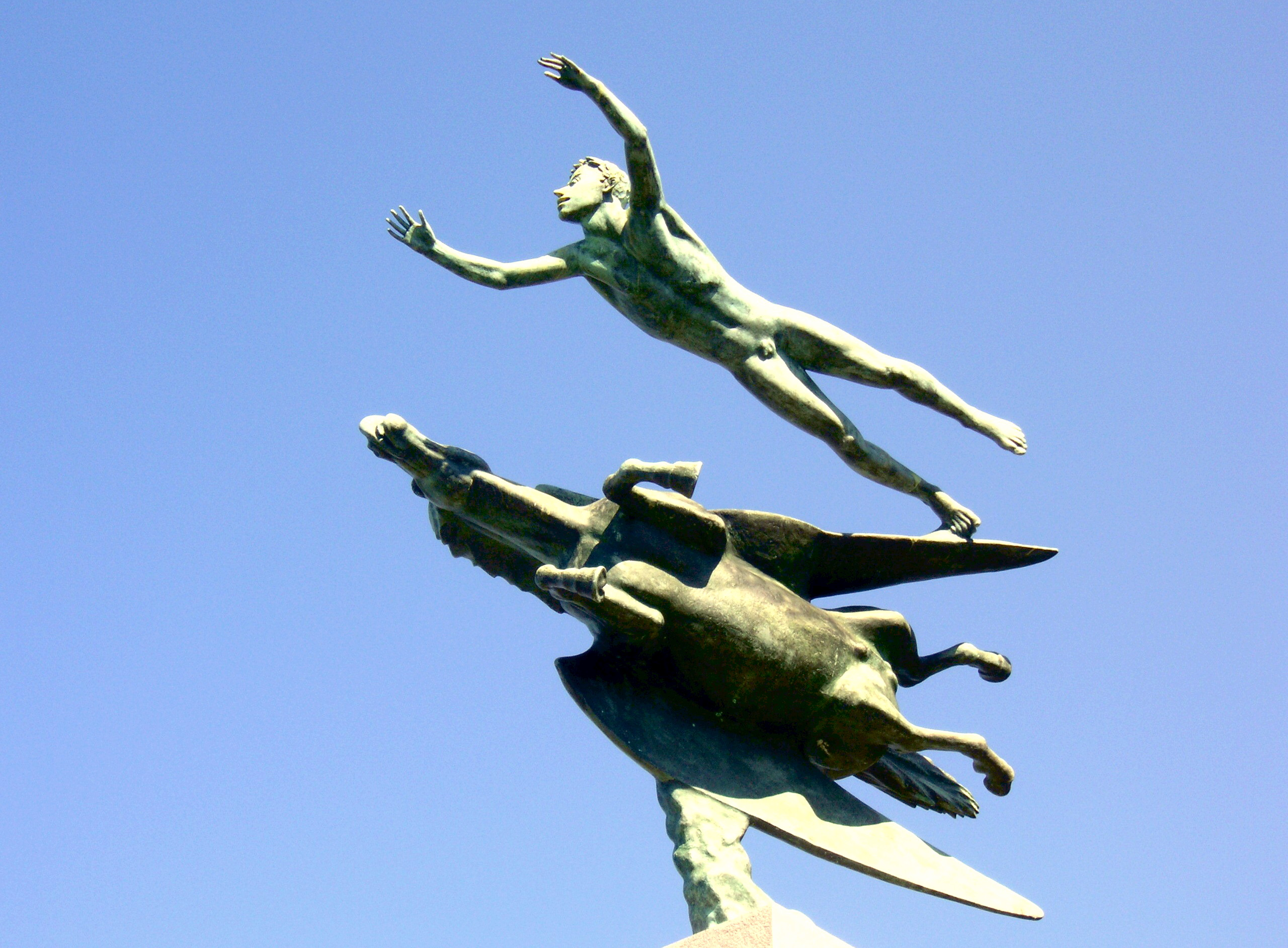
Pegasus, Millesgården
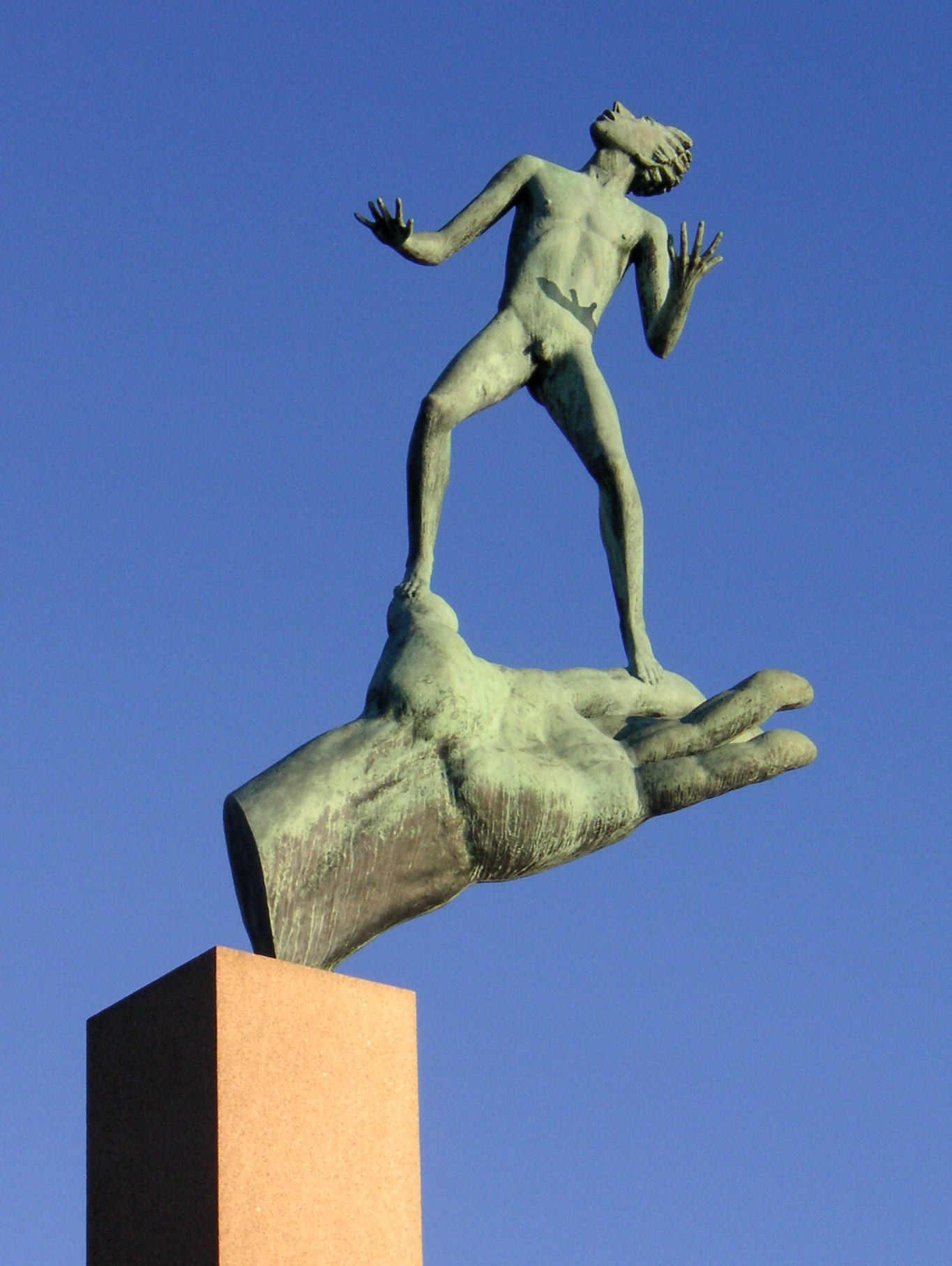
Dieu, Millesgården
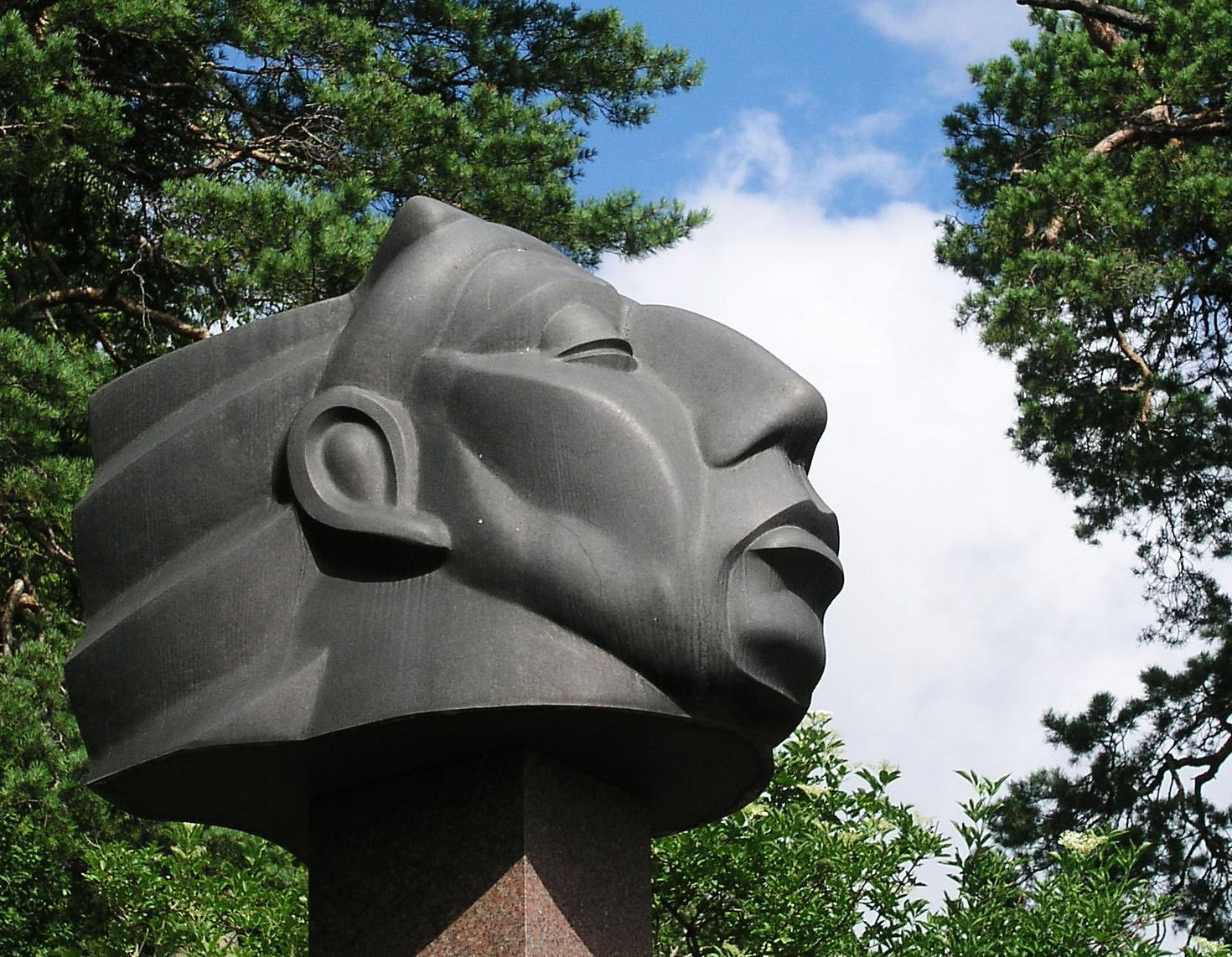
Milles Indian